# Серији (Алије)
Серији (фр. Cérilly) насеље је и општина у централној Француској у региону Оверња, у департману Алије која припада префектури Монлисон.
По подацима из 2011. године у општини је живело 1338 становника, а густина насељености је износила 18,97 становника/km². Општина се простире на површини од 70,55 km². Налази се на средњој надморској висини од 330 метара (максималној 397 m, а минималној 228 m).

## Демографија
| 1962. | 1968. | 1975. | 1982. | 1990. | 1999. | 2006. | 2011. |
| ----- | ----- | ----- | ----- | ----- | ----- | ----- | ----- |
| 1.825 | 1.958 | 1.956 | 1.820 | 1.591 | 1.568 | 1.597 | 1.338 |

График промене броја становника у току последњих година